# Buthidae
Buthidae este cea mai mare familie de scorpioni, care cuprinde aproximativ 80 de genuri și peste 800 de specii (an. 2008). Acești scorpioni se găsesc pe toate continentele, cu excepția Antarcticii, Noii Zeelande și a unor insule. Împreună cu Microcharmidae, Buthidae este inclusă în suprafamilia Buthoidea. Speciile acestei familii locuiesc în regiunile tropicale, subtropicale și temperate. 

Familia include cei mai veninoși și periculoși pentru oameni scorpioni. Dacă nu cunoașteți specia și nu aveți experiență în creșterea scorpionilor, mai bine să nu încercați să întrețineți unul de aceștia. Totuși, multe specii se comercializează ca animale de companie. Însă în unele state deținătorii de scorpioni pot fi considerați responsabil pentru decesul persoanelor înțepate de scorpionii lor.

## Descrierea

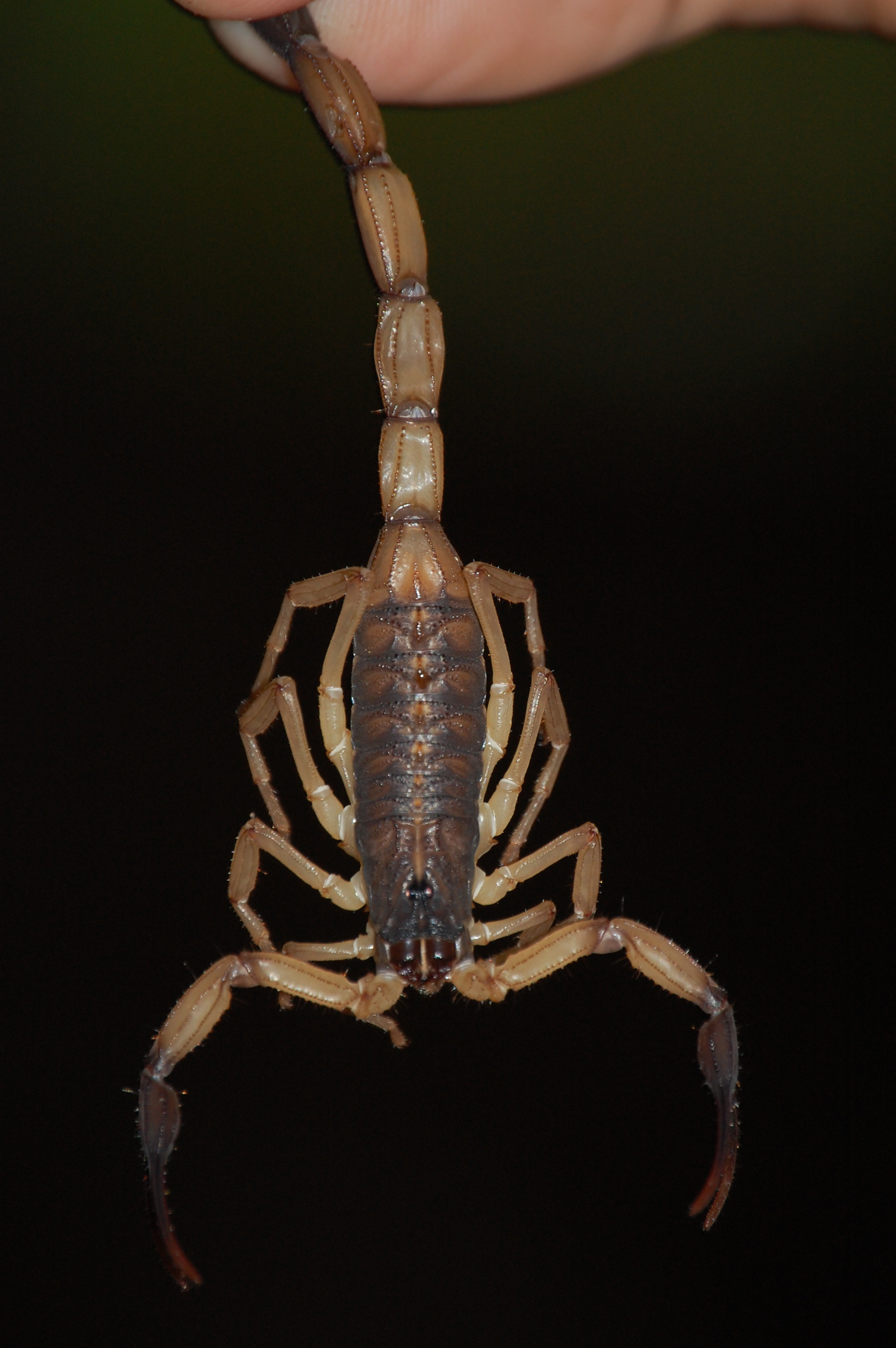
Centruroides limbatus unul din cei mai mici scorpioni ai familiei

Scorpionii Buthidae nu se pot lăuda cu dimensiuni mari. Speciile din genurile Microtityus și Microbuthus abia ajung la 2 cm în lungime. Cei mai mari fac parte din genurile Androctonus, Apistobuthus și Centruroides, pot avea până la 12 - 13 cm. Majoritatea speciilor au 2 - 5 ochi așezați median și lateral. Pedipalpii sunt, relativ, subțiri și slabi, în schimb coada este foarte dezvoltată și puternică. Pigmentația este foarte diversă, culoarea variază de la galben-maro până la negru. Sternul are formă triunghiulară, la unii - pentagonală. Tibia picioarelor unor specii posedă țepi.

## Venin
Genurile Androctonus, Centruroides, Hottentotta, Leiurus, Parabuthus și Tityus sunt vestiți pentru veninul lor foarte toxic. Aproximativ 24 de specii prezită pericol pentru oameni, înțeparea lor fiind fatală. În prezent, veninul este studiat la un număr restrâns de specii din familie. 

Speciile de importanță medicală sunt studiate mai intens. De exemplu, din veninul speciei Rhopalurus junceus s-au extras substanțe utilizate eficient la tratamentul pacienților cu cancer cubanez.

## Sistematică

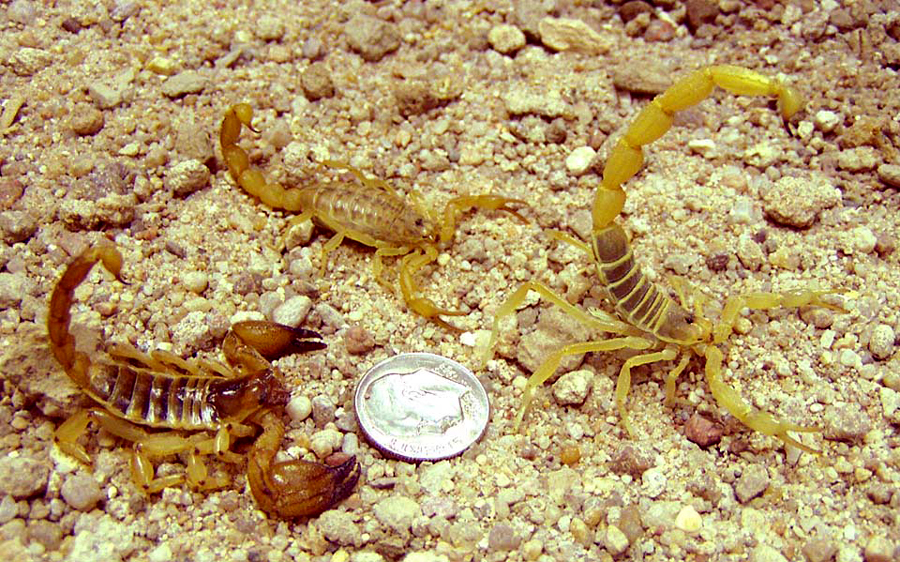
Scorpio maurus (stânga)
Mesobuthus eupeus (centru)
Odontobuthus doriae (dreapta)

| - Ananteris - Androctonus - Anomalobuthus - Apistobuthus - Australobuthus - Babycurus - Baloorthochirus - Birulatus - Buthacus - Butheoloides - Butheolus - Buthiscus - Buthoscorpio - Buthus - Centruroides - Charmus - Cicileus - Cicileiurus - Compsobuthus - Congobuthus - Darchenia - Egyptobuthus - Grosphus - Hemibuthus - Hemilychas - Himalayotityobuthus - Hoplocystis | - Hottentotta - Iranobuthus - Isometrus - Isometroides - Karasbergia - Kraepelinia - Lanzatus - Leiurus - Liobuthus - Lissothus - Lychas - Lychasoides - Mauritanobuthus - Mesobuthus - Mesotityus - Microananteris - Microbuthus - Microtityus - Neobuthus - Neogrosphus - Odontobuthus - Odonturus - Orthochirus - Orthochiroides - Orthochirus - Parabuthus - Pectinibuthus | - Physoctonus - Plesiobuthus - Polisius - Psammobuthus - Pseudolissothus - Pseudolychas - Pseudouroplectes - Razianus - Rhopalurus - Sabinebuthus - Sassanidothus - Somalibuthus - Somalicharmus - Thaicharmus - Tityobuthus - Tityopsis - Tityus - Troglorhopalurus - Troglotityobuthus - Uroplectes - Uroplectoides - Vachoniolus - Vachonus - Zabius |